# Caribachlamys imbricata
Caribachlamys imbricata är en musselart som först beskrevs av Gmelin 1791.  Caribachlamys imbricata ingår i släktet Caribachlamys och familjen kammusslor. Inga underarter finns listade i Catalogue of Life.